# Shoma Doi
Shoma Doi (土居 聖真, Doi Shoma) est un footballeur international japonais né le 21 mai 1992. Il évolue au poste de milieu offensif.

## Biographie
Il participe avec cette équipe à la Coupe du monde des clubs de la FIFA en décembre 2016. Lors de cette compétition, il inscrit un but contre le club colombien de l'Atlético Nacional. Les Kashima Antlers sont battus en finale par le Real Madrid.
Il reçoit sa première sélection en équipe du Japon le 12 décembre 2017, contre la Chine. Ce match gagné 2-1 rentre dans le cadre de la Coupe d'Asie de l'Est.
Il remporte la Ligue des champions d'Asie en 2018 avec le club des Kashima Antlers. Son équipe l'emporte en finale sur le club iranien du Persépolis FC. A titre personnel, Shoma Doi est l'auteur de trois buts lors de cette compétition.
Le 15 mai 2021, il se met en évidence en inscrivant un triplé dans le championnat du Japon, lors de la réception du Yokohama F. Marinos. Son équipe s'impose 5-3.

## Palmarès
- Vainqueur de la Ligue des champions d'Asie en 2018 avec les Kashima Antlers
- Champion du Japon en 2016 avec les Kashima Antlers
- Vainqueur de la Coupe du Japon en 2016 avec les Kashima Antlers
- Finaliste de la Coupe du Japon en 2019 avec les Kashima Antlers
- Finaliste de la Coupe du monde des clubs en 2016 avec les Kashima Antlers